# Paropisthopatus umbrinus
Paropisthopatus umbrinus är en klomaskart som först beskrevs av Johow 1911.  Paropisthopatus umbrinus ingår i släktet Paropisthopatus och familjen Peripatopsidae. Inga underarter finns listade i Catalogue of Life.